# تاريخ التخدير العام

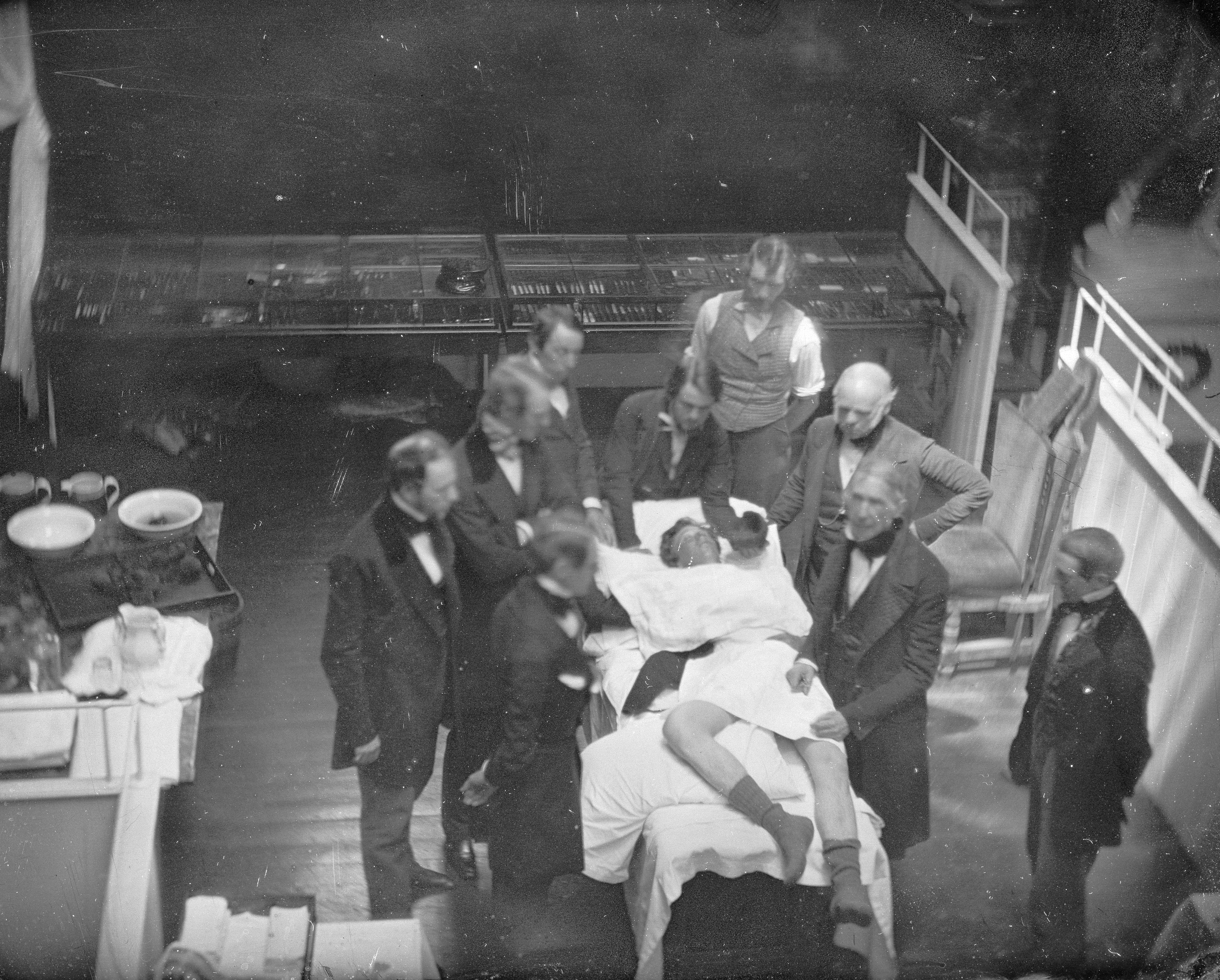

يمكن الرجوع تاريخيًا إلى محاولات إحداث حالة التخدير العام في التاريخ المدون إلى كتابات السومريين والبابليين والآشوريين والمصريين والهنود والصينيين القدماء. خلال العصور الوسطى أوروبا، والتي توافق نوعًا ما العصر الذهبي الإسلامي زمنيًا، سجل العلماء والمفكرون إنجازات مهمة في العلوم والطب في العالمين الإسلامي والآسيوي الشرقي.
شهد عصر النهضة إنجازات كبيرة في مجال التشريح والتقنيات الجراحية. لكن وعلى الرغم من كل هذا التطور، بقيت الجراحة هي الخيار الأخير في علاج المرضى. يعود ذلك بشكل كبير إلى الألم المرافق لها، لذلك اختار العديد من المرضى المصابين بإصابات جراحية الموت المحتم بدلًا من الخضوع للجراحة. على الرغم من وجود جدل كبير حول من يستحق الذكر والفضل في التخدير العام، يتفق الباحثون على أن عددًا من الاكتشافات العلمية في أواخر القرن الثامن عشر وأوائل القرن التاسع عشر كانت شديدة الأهمية في الوصول لاحقًا إلى التقنيات التخديرية الحديثة وتطويرها فيما بعد.
حدث تطوران مهمان في أواخر القرن التاسع عشر، وسمحا بالانتقال إلى الجراحة الحديثة. أدى تقبل النظرية الجرثومية للأمراض بشكل سريع إلى تطوير وتطبيق تقنيات التعقيم في الجراحة. أدى التعقيم، الذي وصل لاحقًا إلى التطهير، إلى خفض إجمالي الإمراضية والوفيات في الجراحة إلى معدل مقبول أكثر بكثير بالمقارنة مع العصور السابقة. بالتزامن مع هذه التطورات، حدثت تطورات كبيرة في مجالي علوم الأدوية والفيزيولوجيا (علم وظائف الأعضاء)، ما أدى إلى تطوير التخدير العام والتحكم بالألم.
في القرن العشرين، شهد أمان وفعالية التخدير العام تحسنًا بسبب الاستخدام الروتيني للتنبيب الرغامي وعدد من تقنيات تدبير الطرق التنفسية الأخرى. ساهمت التطورات الجديدة في مراقبة المرضى وأدوية التخدير الحديثة ذات الخصائص الحركية الدوائية والديناميكية الدوائية المحسنة في هذا التوجه الجديد. ظهرت برامج تدريبية موحدة لأخصائيي التخدير وممرضي التخدير خلال هذه الفترة. أدى ازدياد تطبيق مبادئ الإدارة الاقتصادية والمالية في المجال الصحي خلال أواخر القرن العشرين وأوائل القرن الحادي والعشرين إلى ظهور ممارسات إدارية مثل التسعير التحويلي من أجل رفع كفاءة المخدرين.

## العصور الوسطى وعصر النهضة
قد يكون الأطباء العرب والفرس من بين أوائل من استخدم مواد التخدير الفموية والإنشاقية. كان الفردوسي (940 – 1020) شاعرًا فارسيًا عاش في الدولة العباسية. في قصيدته الملحمية المعروفة باسم الشاهنام (ه، وصف الفردوسي العملية القيصرية المجراة على الروبادة. استُخدم نبيذ خاص أعده كاهن زرادشتي كمخدر في العملية. على الرغم من كون الشاهنامه كتابًا خياليًا، يدعم هذا الفصل فرضية كون التحدير العام قد وُصف على أقل تقدير في التاريخ الفارسي القديم، حتى لو أنه لم يُطبق بنجاح.
في عام 1000، نشر الطبيب العربي الأندلسي أبو القاسم الزهراوي (936 – 1013) المعروف باسم أب الجراحة كتاب التصريف لمن عجز عن التأليف المكون من 30 مجلدًا، وهو الكتاب الجراحي المصور الأول. في هذا الكتاب، كتب عن استخدام التخدير العام في الجراحة. نحو عام 1020، وصف ابن سينا (980 – 1037) استخدام التخدير الإنشاقي في كتاب القانون في الطب. وصف كتاب القانون استخدام «الصابون المخدر»، وهو صابون مشبع بمركبات عطرية ومخدرة، يوضع تحت أنف المريض خلال العمليات الجراحية. كان ابن زهر (1091 – 1161) طبيبًا عربيًا آخر من الأندلس. في كتابه الذي ألفه خلال القرن الثاني عشر التيسير في المداواة والتدبير، وصف ابن زهر استخدام التخدير العام. كان هؤلاء الأطباء الثلاثة من بين الكثيرين الذين أجروا العمليات الجراحية تحت تأثير التخدير الإنشاقي باستخدام الصابون المنقوعة بالمواد المخدرة. انتقل الأفيون من آسيا الصغرى إلى جميع أجزاء أوروبا بين القرنين العاشر والثالث عشر.
خلال الفترة ما بين عامي 1200 و1500. استُخدمت وصفة معروفة باسم دويل كمادة مخدرة. احتوى المزيج الكحولي على الصفراء (العصارة الصفراوية) والأفيون والخس والفاشرا والبنج الأسود والشوكران الكبير والخل. أيقظ الأطباء المرضى بدعك الخل والملح على وجناتهم. يمكن أن يجد المرء سجلات تذكر استخدام عقار دويل في العديد من المصادر الأدبية، من بينها مسرحية هاملت لشكسبير وقصيدة «أنشودة الكابوس» لجون كيت. في القرن الثالث عشر، نرى الوصف الأول لما يعرف باسم «الصابون المخدر»، وهو صابون منقوع بالتوت غير الناضج والكتان وأوراق اليبروح الطبيوالعشقى وبذور الخس والحماض والشوكران الأبقع مع البنج الأسود. بعد معالجة المواد و/أو تخزينها، يمكن إعادة تخزين الصابون واستنشاق الأبخرة لتعطي تأثيرًا مخدرًا.
يُنسب للخيميائي رامون لول الفضل باكتشاف ثنائي إيثيل الإيثر عام 1275. اكتشف أوريليوس ثيوفراستوس بومباستوس فون هوهنهايم المعروف بلقب براكلسوس الخصائص المخدرة لثنائي إيثيل الإيثر عام 1525. رُكب للمرة الأولى عام 1540 من قبل فاليريوس كردوس، والذي دون بعضًا من خصائصه الدوائية. دعا المركب باسم أوليوم دولسي فيتريولي، وهو اسم يعكس حقيقة أنه مركب من ترسيب مزيج من الإيثانول وحمض الكبريت (المعروف في ذلك الوقت باسم زيت الزاج). أعطى أوغست سيغموند فروبينيوس هذه المادة اسم سبيريتوس فيني إيثيروس في عام 1730.

## القرن الثامن عشر
كان جوزيف بريستلي (1733 – 1804) رجلًا موسوعيًا إنجليزيًا اكتشف أكسيد النيتروس وأحادي أكسيد النيتروجين والأمونيا وكلوريد الهيدروجين إضافة إلى الأكسجين بمساعدة كارل فلهلم شيله وأنطوان لافوازييه. بدءًا من عام 1775، نشر بريستلي أبحاثه في كتابه تجارب وملاحظات حول أنواع مختلفة من الهواء المكون من ستة مجلدات. أدت الاكتشافات الحديثة حول هذه الغازات وغازات أخرى إلى درجة كبيرة من الاهتمام في المجتمع العلمي الأوروبي. كان توماس بيدوس (1760 – 1808) فيلسوفًا وطبيبًا وأستاذ طب إنكليزيًا، كما كان عضوًا في المجتمع القمري في برمينغهام مثل زميله القديم بريستلي. بهدف إنجاز اكتشافات جديدة في هذا العلم الحديث إضافة إلى تقديم العلاج للأمراض التي اعتُقد سابقًا أنها غير قابلة للعلاج (مثل الربو والسل)، أسس بيدوس المعهد الهوائي للمعالجة بالغازات الإنشاقية في عام 1798 في منطقة داوري سكوير الموجودة في ضاحية كليفتون التابعة لمدينة بريستول. وظف بيدوس عالم الكيمياء والفيزياء همفري ديفي (1778 – 1829) كمشرف على المركز، إضافة إلى المهندس جيمس وات (1736 – 1819) للمساعدة في تصنيع الغازات. عمل أعضاء آخرون من المجتمع القمري مثل إراسموس داروين ويوشيا ويدجوود بشكل فعال في المركز.
خلال فترة أبحاثه العلمية في المعهد الهوائي، اكتشف ديفي الخصائص التخديرية لغاز أكسيد النيتروس. نشر ديفي -وهو الذي اخترع مصطلح «غاز الضحك» لوصف أكسيد النيتروس- نتائجه في العام التالي في رسالته البحثية التي أصبحت كلاسيكية اليوم، والتي سماها أبحاث كيميائية وفلسفية، تتحدث بشكل خاص عن أكسيد النيتروس أو هواء النيتروس المعالج، إضافة إلى استنشاقه. لم يكن ديفي طبيبًا، ولم يستخدم أكسيد النيتروس خلال عملية جراحية. لكنه كان أول من دون التأثيرات المخدرة لأكسيد النيتروس، إضافة إلى فوائده الممكنة في تسكين الألم خلال الجراحة:
«بما أن أكسيد النيتروس بوظيفته المركزة يبدو قادرًا على تدمير الألم الجسدي، قد يمكن استخدامه غالبًا بشكل مفيد خلال العمليات الجراحية التي لا يحدث فيها انصباب دموي كبير».